# Národní park Nitmiluk
Národní park Nitmiluk (anglicky Nitmiluk National Park) je chráněné území v australském Severním teritoriu. Má rozlohu 2 921 km² a leží u města Katherine 250 km jihovýchodně od Darwinu. Sousedí s národním parkem Kakadu, chráněným jako Světové dědictví. Region má tropické savanové podnebí.

## Přírodní podmínky
Parkem protéká řeka Katherine River, která vytváří v pískovci třináct malebných soutěsek. V řece žije neškodný krokodýl Johnstonův, avšak v období dešťů se proti proudu dostává na území národního parku také krokodýl mořský, od října do dubna je proto koupání zakázáno. Nitmiluk oplývá bohatou populací ptactva: vyskytuje se zde mj. lemčík velký, orlovec říční, bukač australský, dytík velký, perepel kaštanový, zoborožík stříbrokorunkatý, kakadu havraní, rosela černohlavá, papoušek červenokřídlý, panenka žlutobřichá, medosavka jednobarvá a kukačka pokřovní. Je zde možno pozorovat také klokany a kaloně, vegetaci tvoří pandány, greviley a blahovičníky.
V oblasti Yinberrie Hills bylo vyhlášeno významné ptačí území, v němž žije ohrožená amada Gouldové.

## Historie
Národní park zde byl vyhlášen 19. října 1977. Původně se jmenoval Katherine Gorge National Park, v roce 1989 byl přejmenován na Nitmiluk, což znamená v místním jazyce „místo, kde cikády sní“. Půda je vlastnictvím původních obyvatel z etnika Jawoynů. O dlouhodobém osídlení vypovídá bohatství skalních maleb. Populární turistickou atrakcí v parku jsou vodopády Edith Falls. Vede k nim 62 km dlouhá turistická stezka Jatbula Trail, pojmenovaná na počest aktivisty za práva domorodců Petera Jatbuly. V parku se nachází místa vyhrazená pro kempování, informační centrum a půjčovna loděk s plochým dnem, na kterých je možno splout řeku. Počet návštěvníků se pohybuje okolo 300 000 za rok.

## Fotogalerie

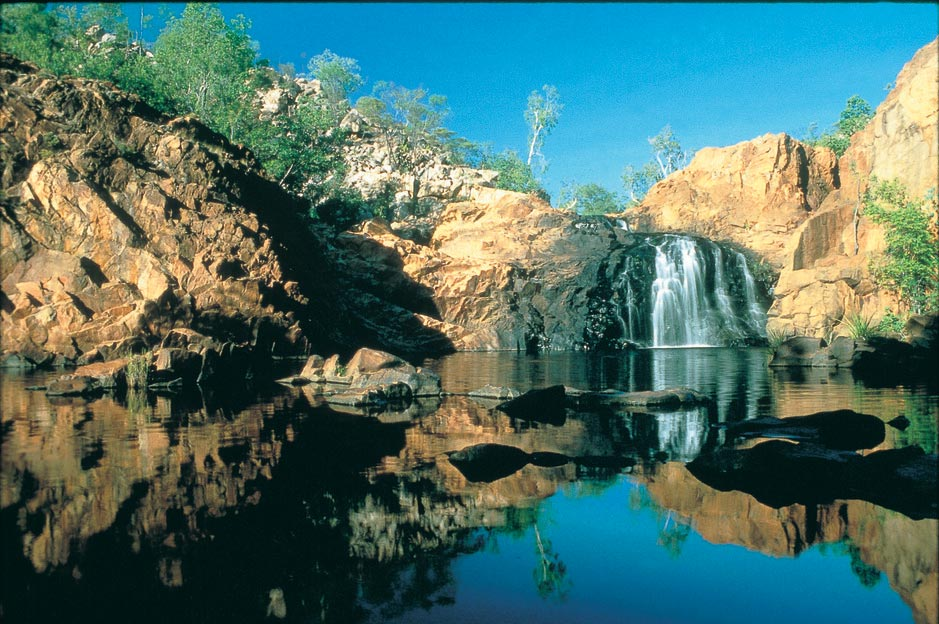
Vodopády Edith Falls
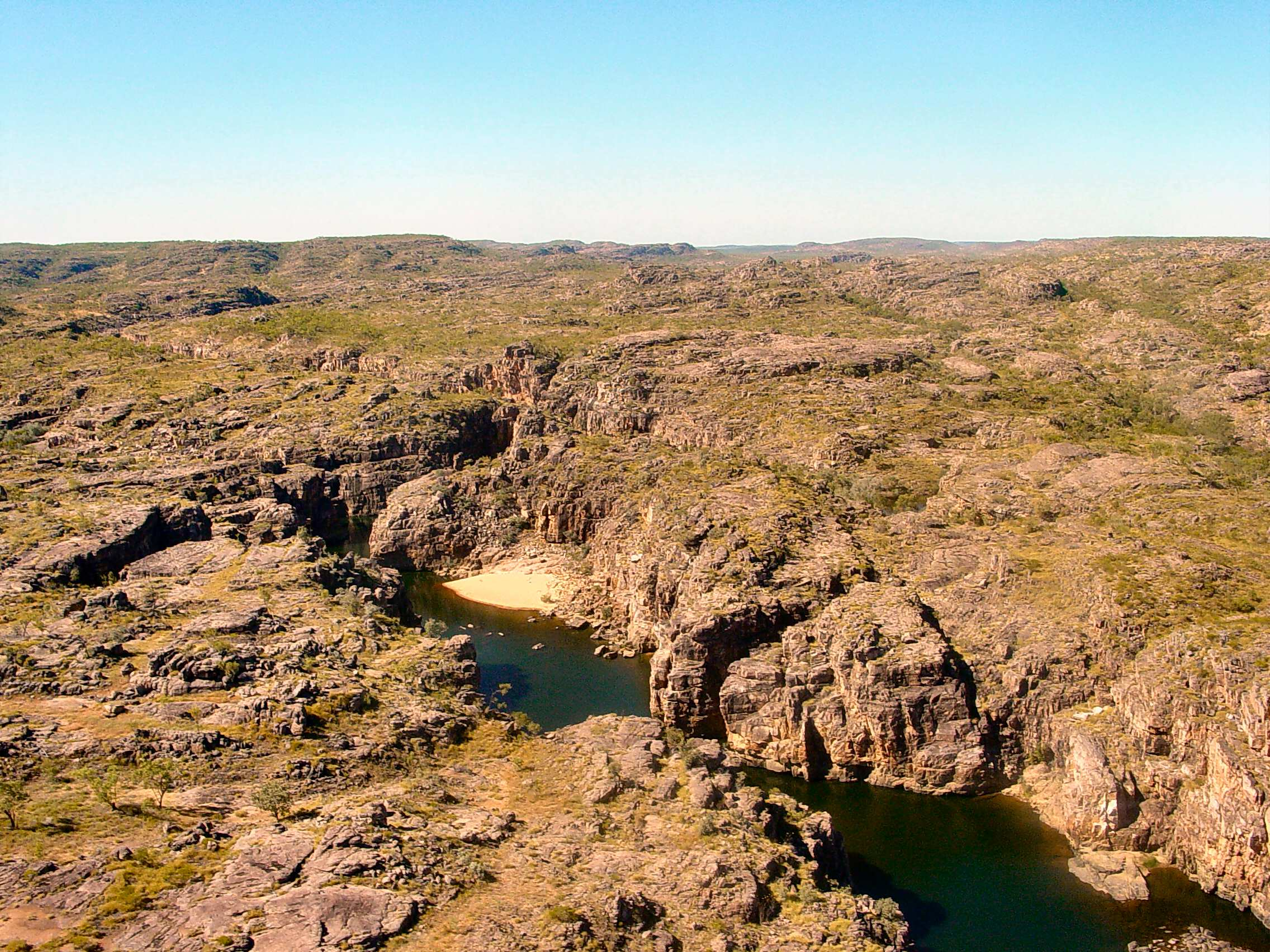
Pohled na soutěsky shora
Mapa národního parku
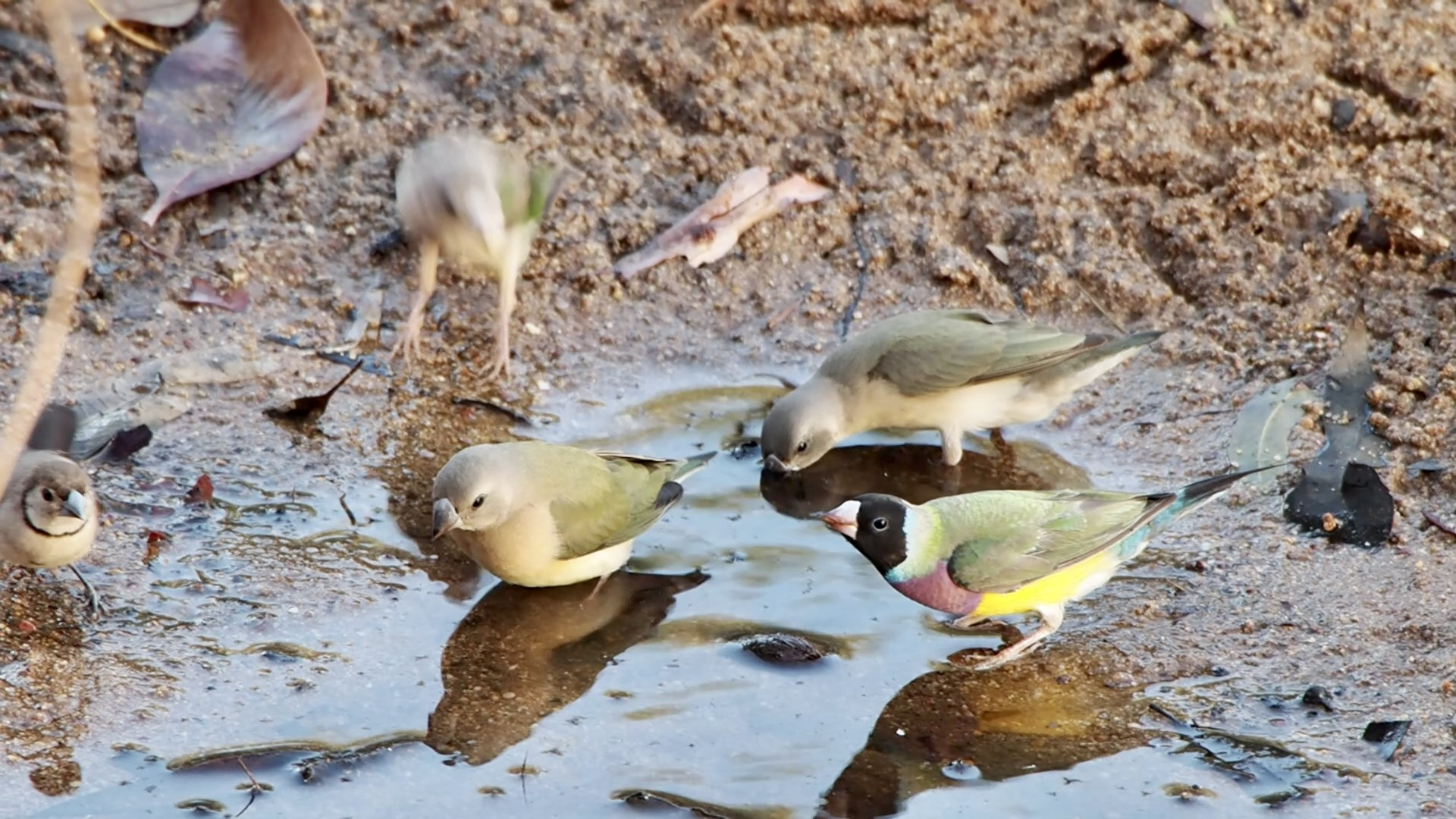
Amady Gouldové
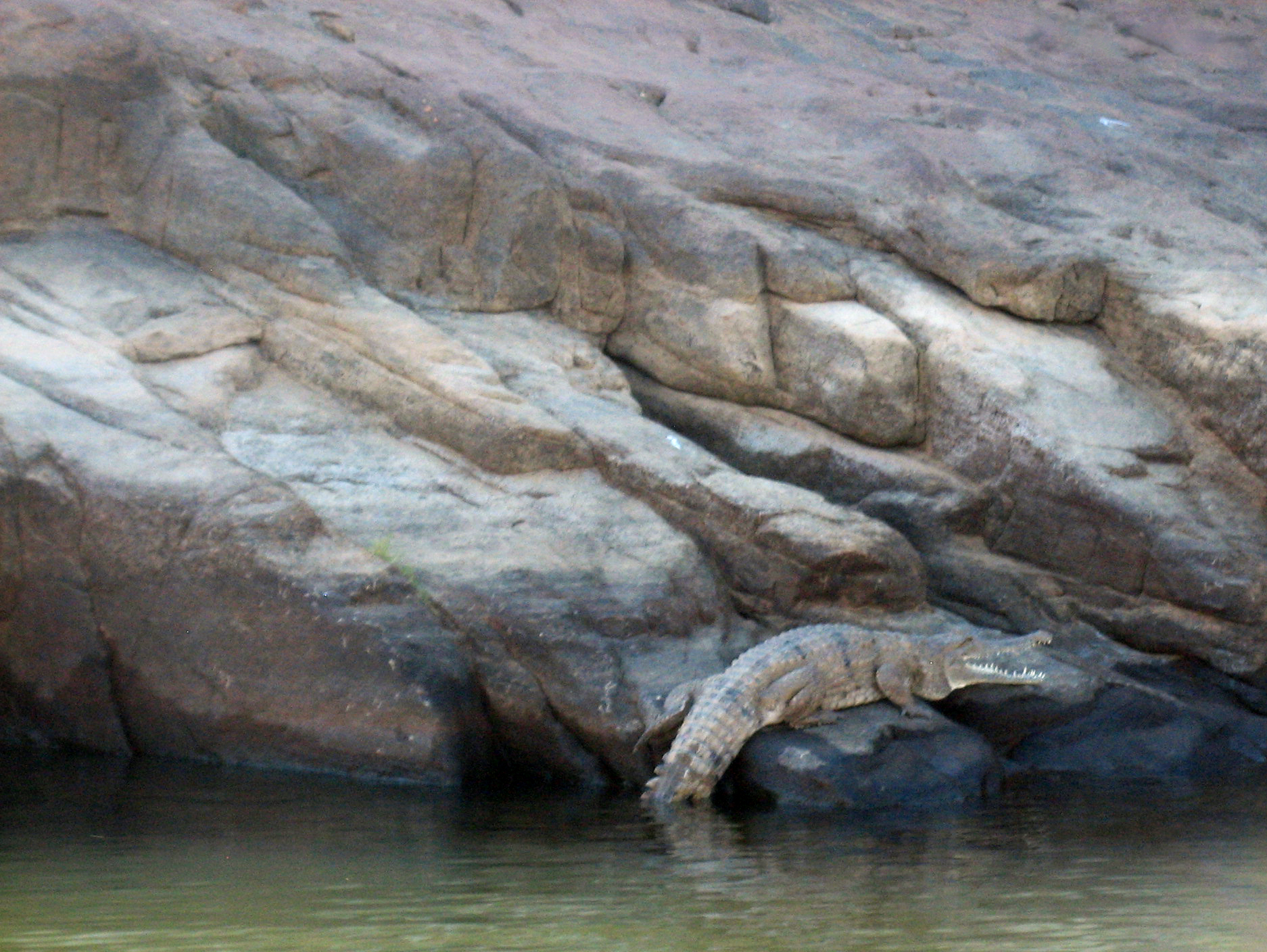
Krokodýl Johnstonův